# Karl Wahlmüller
Karl Wahlmüller est un footballeur autrichien né le 22 octobre 1913 à Linz et décédé le 16 février 1944 à Toila. Il évoluait au poste de milieu de terrain.

## Carrière
Il participe avec la sélection olympique autrichienne aux Jeux olympiques de Berlin en 1936. Lors du tournoi olympique, il joue quatre matchs : contre l'Égypte, le Pérou, la Pologne et enfin l'Italie. La sélection autrichienne remporte la médaille d'argent.

## Palmarès
- Médaillé d'argent lors des Jeux olympiques de 1936 avec l'équipe d'Autriche